# Mercy Oduyoye
Mercy Amba Oduyoye (sinh năm 1934) là một nhà thần học phong trào Giám lý người Ghana được biết đến với công việc của mình trong thần học của phụ nữ châu Phi. Bà hiện là giám đốc của Viện Phụ nữ Châu Phi về Tôn giáo và Văn hóa tại Chủng viện Thần học Trinity ở Ghana.

## Tiểu sử
Oduyoye được sinh ra ở Ghana vào năm 1934. Cô đã lấy bằng cử nhân của Đại học Ghana năm 1963, bằng cử nhân thứ hai của Đại học Cambridge năm 1965 và bằng thạc sĩ tại Cambridge năm 1969. Từ 1967 đến 1979, cô là thư ký giáo dục thanh thiếu niên cho Hội đồng Giáo hội Thế giới; từ 1987 đến 1994, bà là Phó Tổng thư ký cho cùng một tổ chức. Oduyoye đã giảng dạy tại Đại học Harvard, Chủng viện Thần học Liên hiệp và Đại học Ibadan. Oduyoye cũng từng là chủ tịch của Liên đoàn Kitô giáo Sinh viên Thế giới.
Oduyoye đã viết bốn cuốn sách và hơn tám mươi bài viết tập trung vào thần học Kitô giáo từ góc độ nữ quyền và châu Phi. Một trong những chủ đề trung tâm của cô là tôn giáo và văn hóa châu Phi ảnh hưởng đến trải nghiệm của phụ nữ châu Phi như thế nào. Đặc biệt, cô đã đề cập đến những ảnh hưởng của áp bức kinh tế đối với phụ nữ châu Phi.
Oduyoye đã được trao bằng danh dự của Đại học Stellenbosch  Đại học Western Cape năm 2002  và Đại học Yale năm 2008 